# Sent Salvador (Alta Garona)

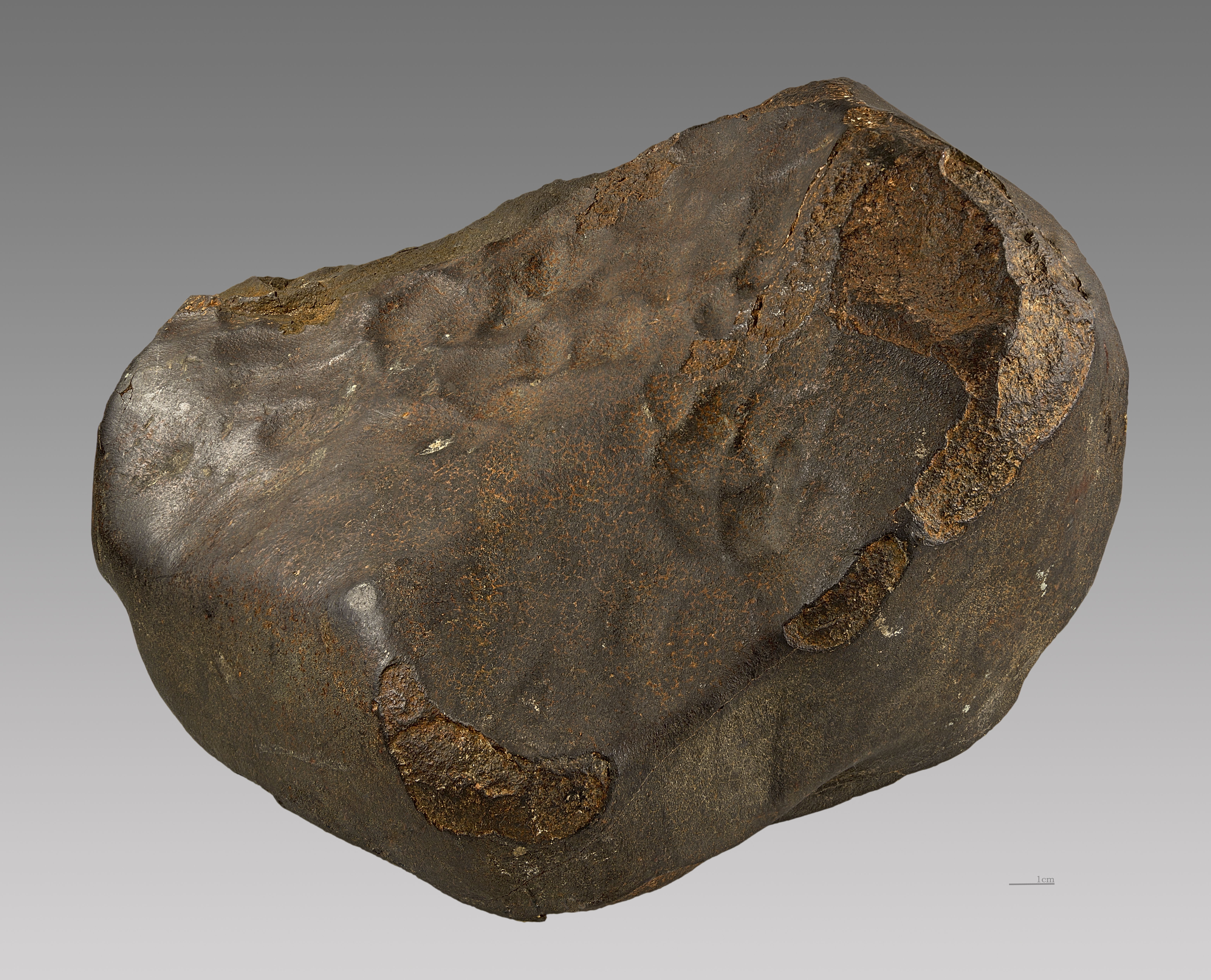
Condrita EH5 « Saint-Sauveur »

Sent Salvador (francès Saint-Sauveur) és un municipi francès situat al departament de l'Alta Garona i a la regió d'Occitània.

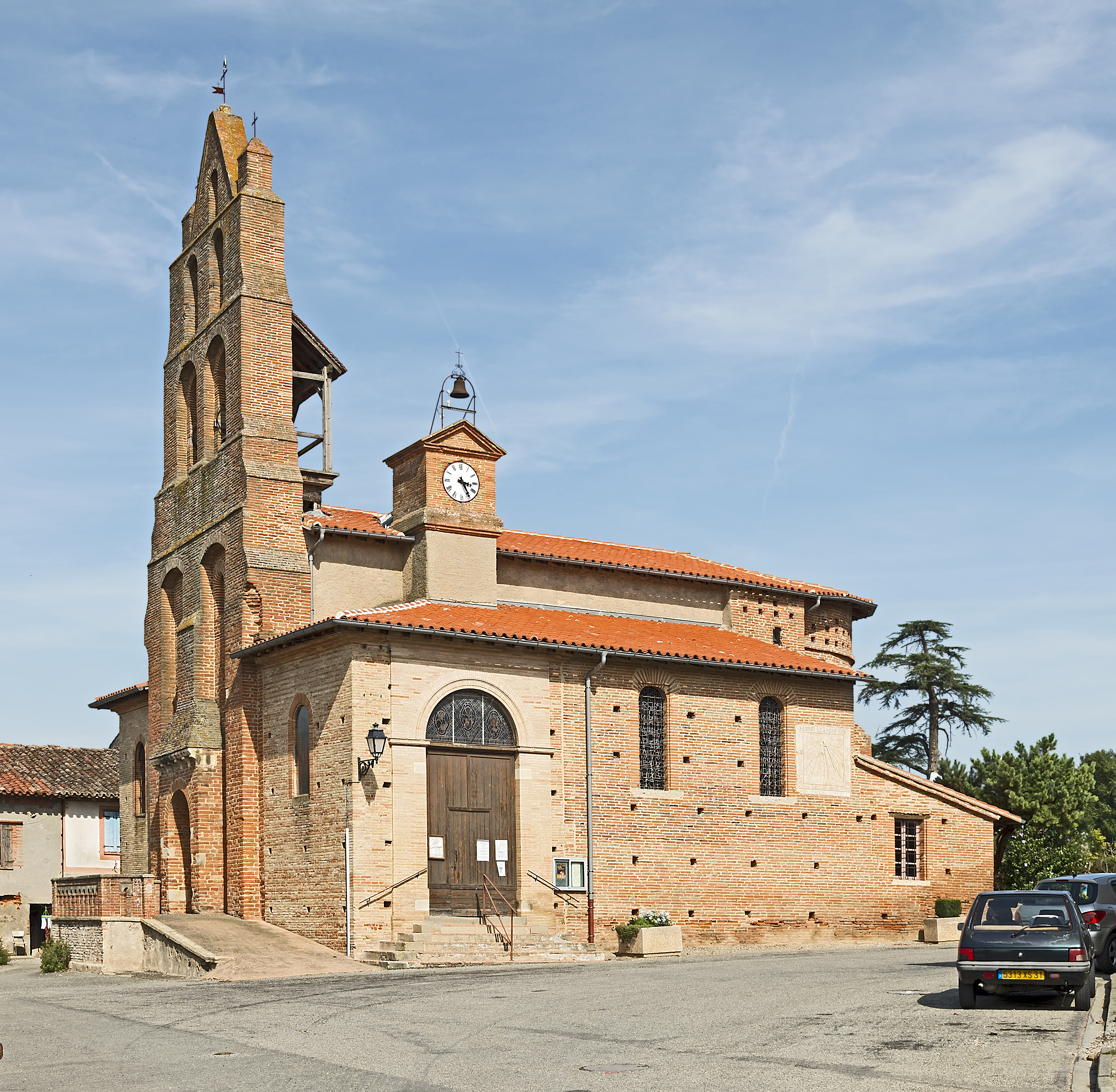
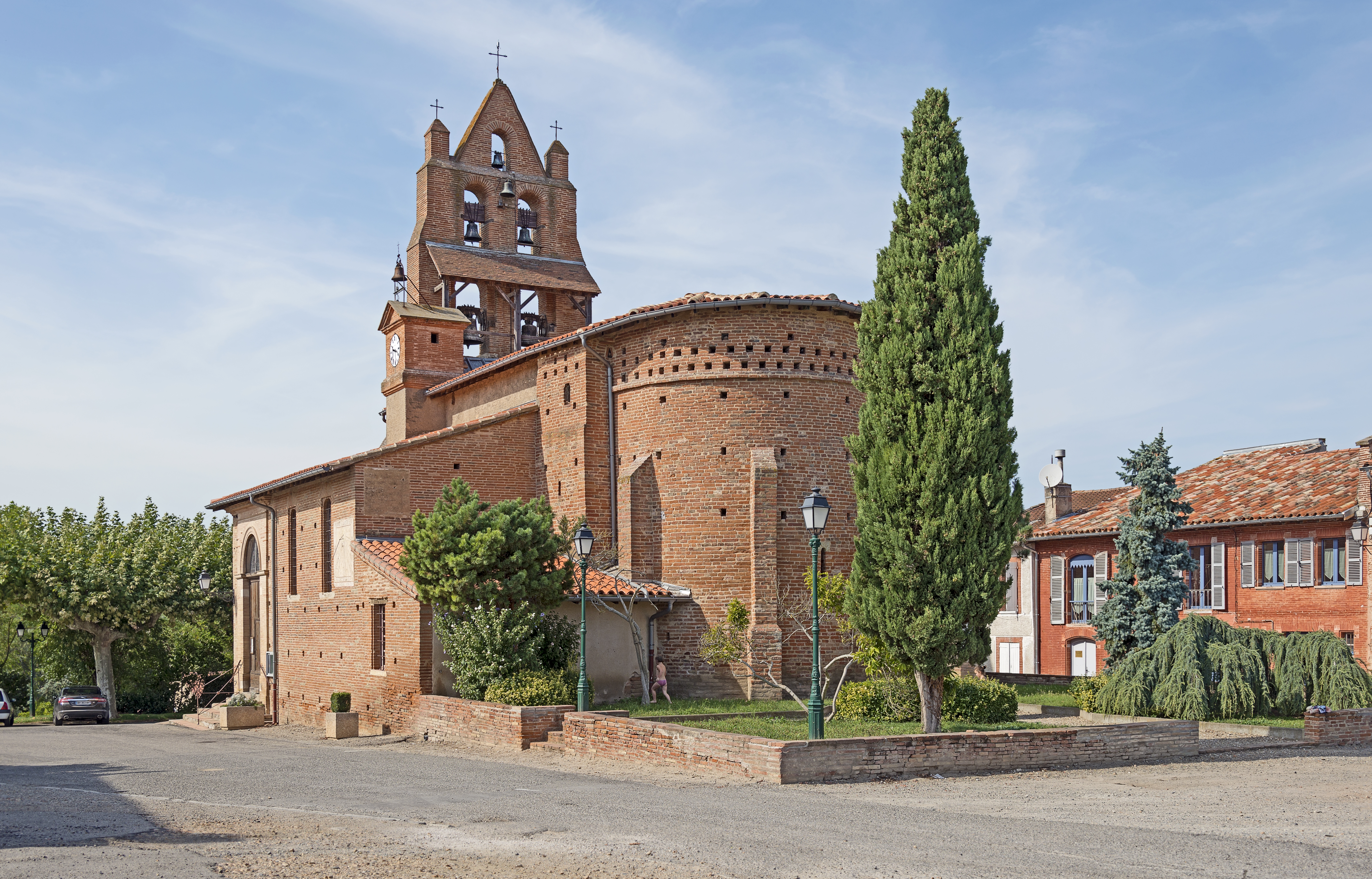
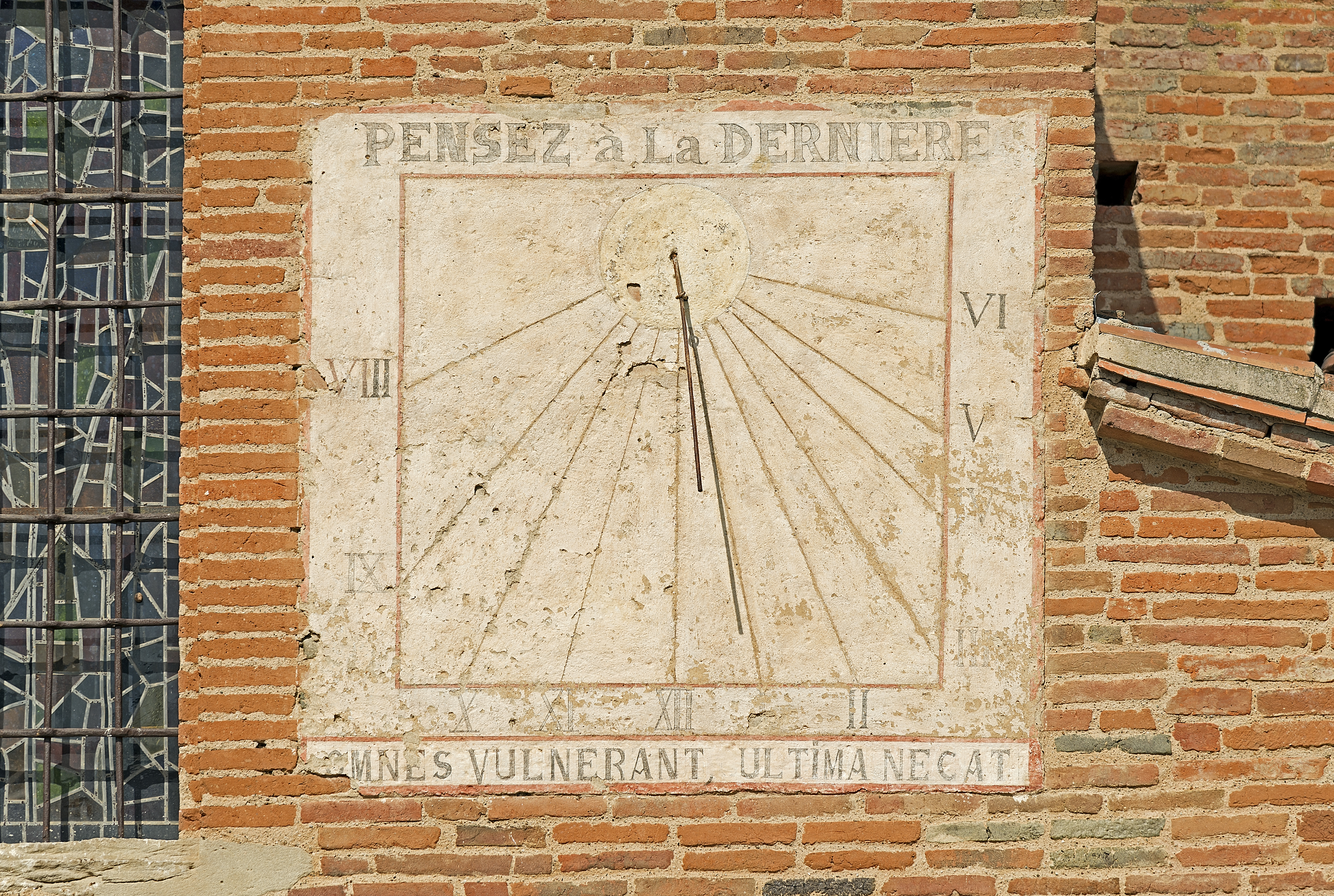